# 良乡地区
良乡地区是中华人民共和国北京市房山区下辖的一个地区办事处，同时保留“良乡镇”名称，其行政事务机构实行“一套人马，两块牌子”的体制，地区办事处与镇政府合署办公。良乡地区是房山区政府所在地，因“人物俱良”而得名。距市区25公里，辖区面积为33.9平方公里，下辖16个行政村、40余个企事业单位，总人口1.77万人。东与长阳镇交界，西与阎村镇接壤，南与窦店镇接壤，北与拱辰街道办事处相毗邻。六环路、京港澳高速公路与京广铁路穿越良乡境内。
今良乡地区辖地基本为原官道镇辖地。原官道镇2001年11月并入良乡镇，原良乡镇已于2005年至2006年独立为街道，同时良乡地区办公地点由良乡中路39号迁至原官道镇办公地址，原良乡地区办公地点则成为拱辰街道办事处，良乡地区西北部另设西潞街道。
良乡地势总体平坦，土地肥沃，适合多种农作物的生长，使得农业发展繁荣。改革开放以来工业也在迅速崛起。近年良乡建设了高教园区，中国社会科学院大学、北京理工大学良乡校区、首都师范大学、北京工商大学纷纷建立校区，入主良乡，拟成为继昌平高教园区后的北京第二大高教园区。良乡也是北京市出产栗子的地区之一。

## 行政区划

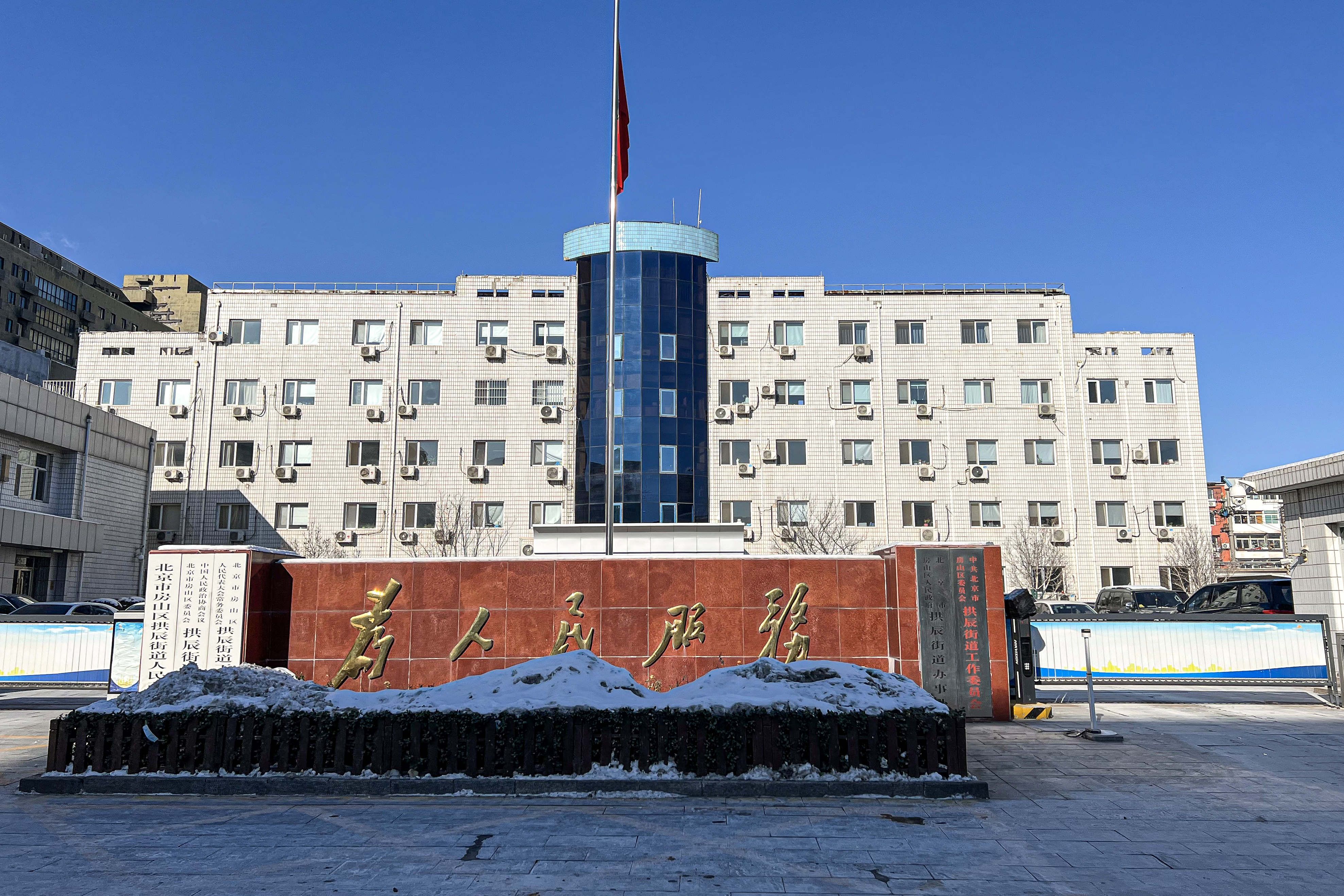
2006年以前的良乡镇政府，现为拱辰街道办事处所在地

良乡地区下辖以下地区：
南刘庄村、西石羊村、后石羊村、东石羊村、张谢村、江村、侯庄村、下禅坊村、刘丈村、南庄子村、邢家坞村、官道村、小营村、鲁村、黑古台村和富庄村。

## 交通
- 107国道过境。
- 京广铁路：良乡站